# Rio Auvézère
O rio Auvézère (em occitano:  Auvesera) é um rio com cerca de 112 km de comprimento, localizado na região da Dordonha, em França. É afluente do rio Isle, que por sua vez é afluente do rio Dordogne.
O rio nasce a 480 m de altitude na comuna de Saint-Germain-les-Belles, no Maciço Central, departamento de Haute-Vienne região de Limousin. Corre pelo departamento de Corrèze na região de Périgord Vert. Já no departamento de Dordogne, conflui com o rio Isle em Bassillac. Perto de Cubjac, no Moulin de Soucis, parte da sua água é desviada para o rio Isle.
O rio passa pelos seguintes departamentos e comunas:
- departamento de Haute-Vienne
- departamento de Corrèze: Benayes, Lubersac, Ségur-le-Château
- departamento de Dordogne: Payzac, Savignac-Lédrier, Saint-Mesmin, Génis, Tourtoirac, Cubjac, Bassillac

## Rios afluentes
- Rio Penchennerie, margem direita
- Rio Boucheuse, margem direita
- Rio Belles-Dames, margem esquerda
- Rio Dalon, margem direita
- Rio Lourde, margem direita
- Rio Blâme, margem direita